# Kościół Niepokalanego Poczęcia Najświętszej Maryi Panny w Nieporęcie
Kościół Niepokalanego Poczęcia Najświętszej Maryi Panny w Nieporęcie – rzymskokatolicki kościół parafialny należący do dekanatu tarchomińskiego diecezji warszawsko-praskiej.
Świątynia została zbudowana zapewne w latach 1661-1667. W dniu 8 kwietnia 1668 roku król Jan II Kazimierz Waza podpisał akt fundacyjny kościoła jako wotum za zwycięstwo nad wojskami szwedzkimi.
Budowla jest zorientowana na osi wschód - zachód. Wzniesiona w stylu barokowym na planie krzyża łacińskiego. Fasada frontowa ozdobiona jest pilastrami i niszami i zakończona jest trójkątnym szczytem. W XVIII wieku do bryły świątyni zostały dobudowane przypory zabezpieczające pękające mury.
Wewnątrz wieczernika są umieszczone trzy ołtarze w stylu neobarokowym. W ołtarzu głównym jest umieszczony obraz Matki Bożej Częstochowskiej namalowany przez Elwirę Burską - Szubargę, a nad nim znajduje się obraz św. Karola Boromeusza namalowany przez nieznanego autora. W dwóch nawach bocznych są umieszczone podobnie wyposażone ołtarze. W prawym znajdują się obrazy Chrystusa Ukrzyżowanego i świętej Trójcy, namalowane przez Adriana J. Głębockiego, w lewym obrazy Najświętszej Maryi Panny Niepokalanie Poczętej, patronki parafii oraz św. Józefa z Dzieciątkiem, namalowane przez Adolfa H. Duszka. W lewej nawie jest umieszczony obraz króla Jana Kazimierza ślubującego zawierzenie Polski Matce Bożej, nazywanej odtąd Królową Korony Polskiej. Natomiast w prawej nawie jest umieszczony obraz papieża Jana Pawła II z kardynałem Stefanem Wyszyńskim a także scena upamiętniająca pierwszą pielgrzymkę papieża Polaka do Ojczyzny. Tuż za kruchtą, po lewej stronie jest umieszczony obraz przedstawiający św. Rocha, współpatrona parafii. Wszystkie 3 obrazy zostały namalowane przez Jana Molgę. Po prawej stronie jest umieszczony obraz Madonny z Dzieciątkiem namalowany przez Marię Kruszewską.
Na ścianach bocznych nawy głównej są umieszczone epitafia dwóch długoletnich proboszczów parafii - księdza kanonika Władysława Ślepowrońskiego i księdza kanonika Paulina Borsa.
Organy zostały wykonane przez warszawską firmę Biernackiego i zainstalowane w kościele w dniu 23 grudnia 1964 roku.